# 百拙如理
百拙如理（ひゃくせつ にょり、生年不明 - 1649年4月（慶安2年））は、明末清初に来日した中国僧。福建省福州府福清県の出身。

## 生涯
若い時に出家して僧となった。
1646年（正保3年）に来日し、長崎の崇福寺の第2代の住持となった。
当時、長崎に住んだ福建省出身の華僑、魏之琰・何高材・王引・林守堅などの人々の寄進で堂塔伽藍の建設に尽力した。
1649年（慶安2年）4月に没した。